# Libourne
Libourne is een gemeente in het Franse departement Gironde in de regio Nouvelle-Aquitaine. De gemeente telde 24.668 inwoners op 1 januari 2022. De plaats is de onderprefectuur van het arrondissement Libourne en de centrumstad van het gemeentelijk samenwerkingsverband Communauté d’Agglomération du Libournais.

## Geschiedenis
Al in de Gallo-Romeinse periode lag hier een haven, Condatis. In de vroege middeleeuwen ontstond hier de nederzetting Fozera.

### Bastide
Libourne werd in 1270 gesticht als bastide door Roger de Leyburn, luitenant van koning Hendrik III van Engeland en seneschalk van Guyenne. De stad dankt zijn naam aan hem. Leyburnia met een loodrecht stratenplan werd naast het bestaande Fozera gebouwd. Centraal in de bastide lag een marktplein. De stad kreeg allerlei vrijheden waaronder het recht twaalf jurats te verkiezen, die samen met een burgemeester (maire) de stad bestuurden. Ook kreeg de stad het voorrecht om een zoutbelasting te heffen. Alhoewel de stad 100 km van de zee lag, konden zeeschepen tot hier varen op de Dordogne. Hierdoor kon Libourne zich in de middeleeuwen ontwikkelen als handelshaven en een van de meest welvarende bastides.

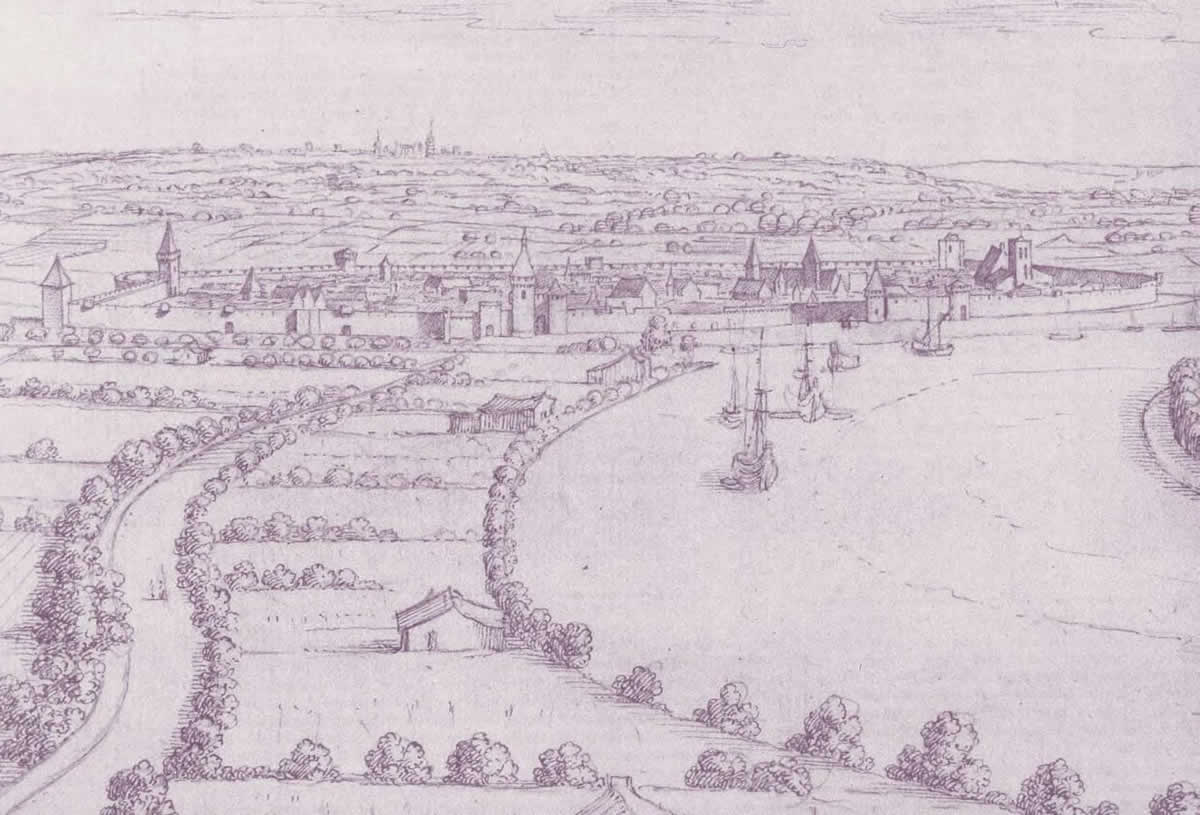
Libourne omstreeks 1640 (Herman van der Hem)

In 1294 werd Libourne belegerd en geplunderd door een Frans leger. Hierna werd begonnen met de bouw van een stadsmuur om de plaats te beschermen. Deze muur was klaar in 1325 en telde zes poorten aan de waterkant en drie aan de landzijde. De ommuurde stad had een oppervlakte van 32 ha, waarvan de helft uit landbouwgrond bestond. Aan het begin van de 15e eeuw telde Libourne meer dan 500 woonhuizen, een stadhuis, twee kerken en een cordeliersklooster (franciscanen). De Engelse nederlaag in de Honderdjarige Oorlog maakte een einde aan de eerste bloeitijd van de stad. De wijnhandel naar Engeland viel weg.

### Tweede bloeiperiode
De wijnhandel hernam in de 17e eeuw en de stad groeide tot buiten zijn middeleeuwse omwalling. In de 18e eeuw werden stenen kaden gebouwd. In de 19e eeuw en de 20e eeuw werden de wijnen van Pomerol en Saint-Émilion vanuit Libourne verscheept. Er kwam ook een spoorwegstation. En Libourne werd een administratief centrum als onderprefectuur van Gironde.

### Joodse gemeenschap
Al in de 16e eeuw was er een kleine Joodse gemeenschap in Libourne. De gemeenschap bleef klein; in 1840 waren er 77 Joodse inwoners. Toch werd er in 1847 een synogoge geopend. De synagoge werd gesloten in 1912 maar heropend in 1962, nadat de Joodse gemeenschap was gegroeid door de komst van Joden uit Noord-Afrika.

## Geografie
De oppervlakte van Libourne bedroeg op 1 januari 2022 20,63 vierkante kilometer; de bevolkingsdichtheid was toen 1.195,7 inwoners per km².
Libourne ligt aan de samenvloeiing van de Isle en de Dordogne.
De onderstaande kaart toont de ligging van Libourne met de belangrijkste infrastructuur en aangrenzende gemeenten.

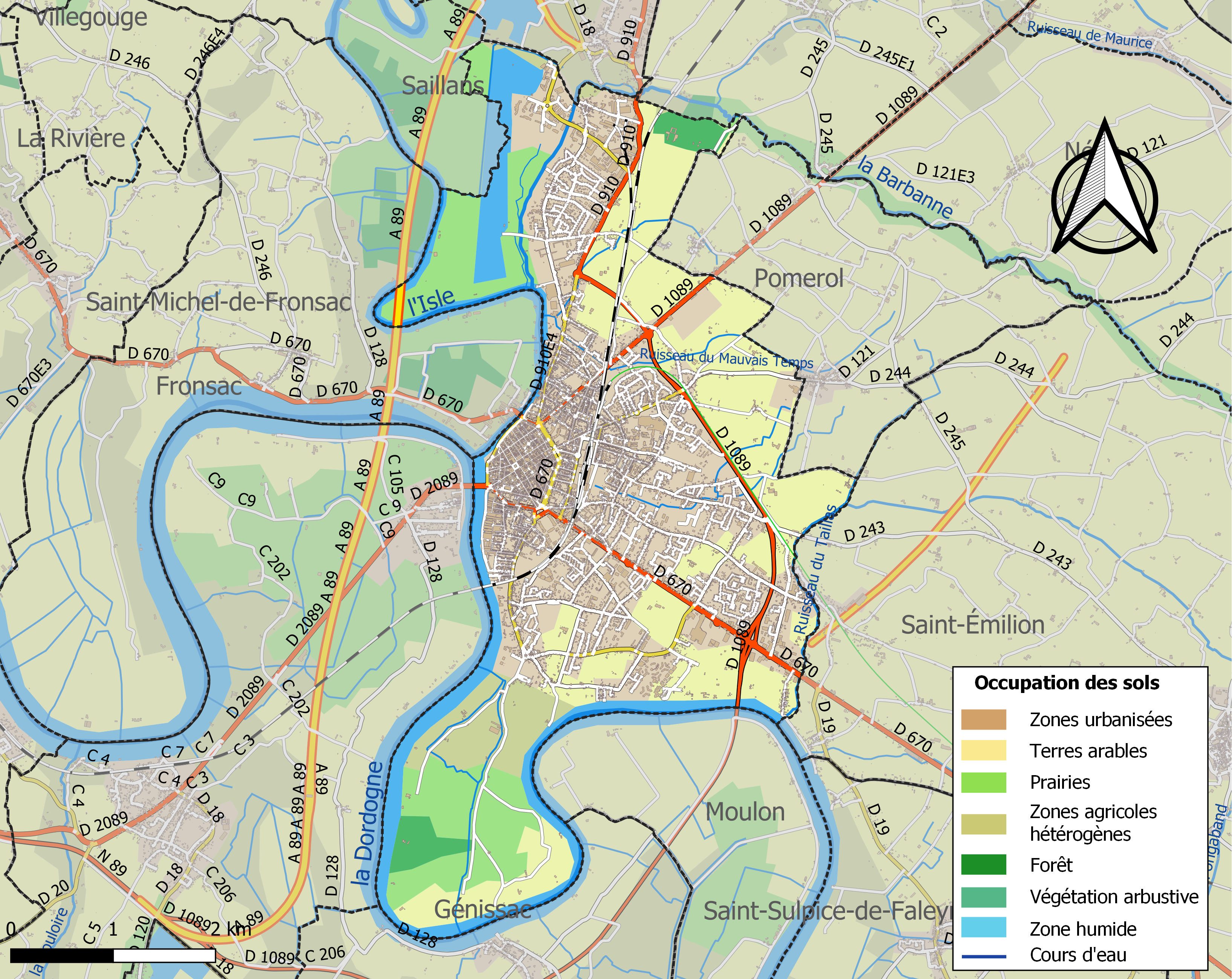

## Verkeer en vervoer
In de gemeente ligt spoorwegstation Libourne. De autosnelweg A89 loopt ten westen van de gemeente.

## Demografie
In 1840 telde de gemeente 9.714 inwoners. Onderstaande figuur toont het verloop van het inwonertal (bron: INSEE-tellingen).

## Bezienswaardigheden

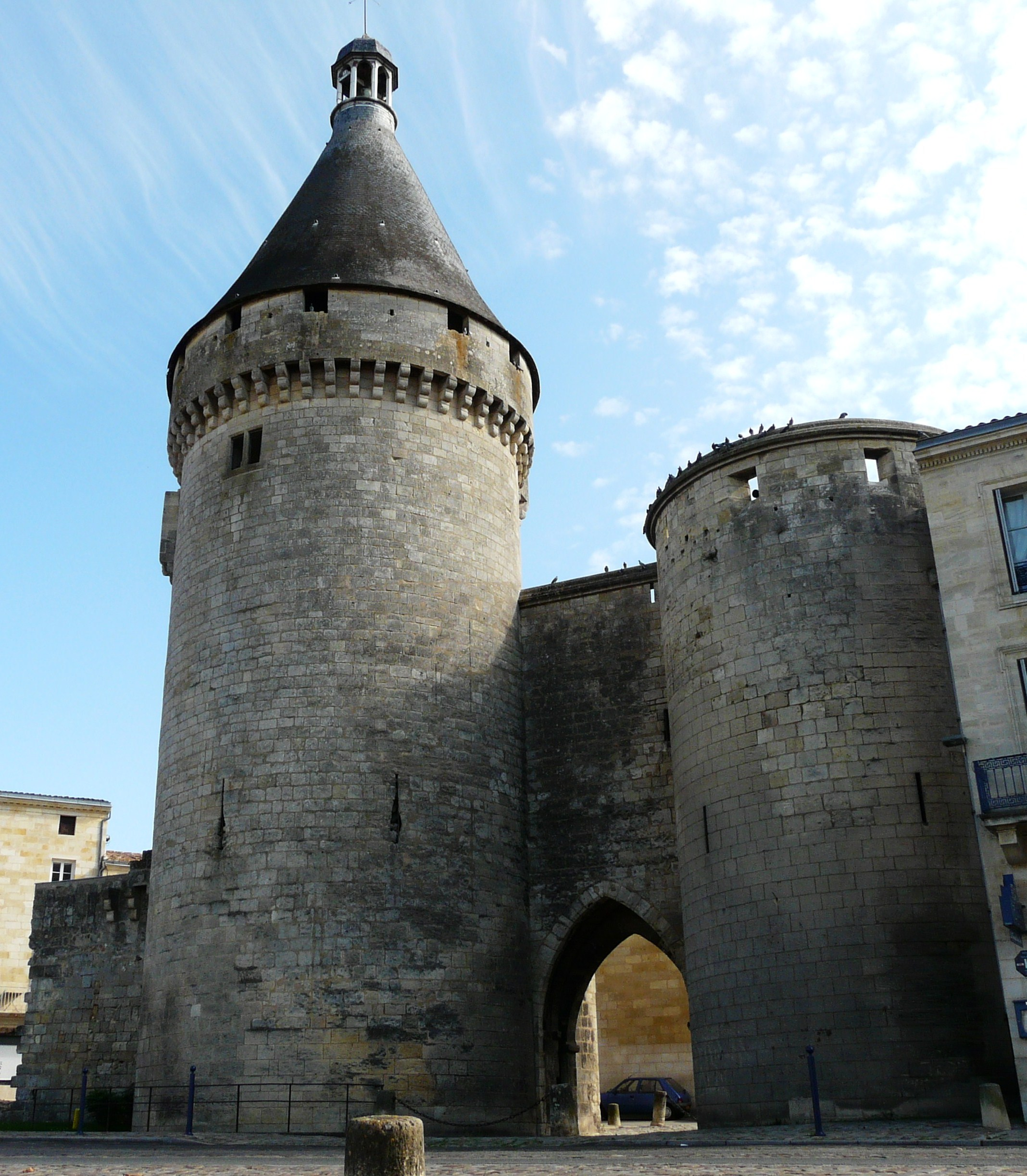
Porte du Port

Libourne telt meer dan tien gebouwen en bouwelementen die erkend zijn als monument historique:
- Chapelle de Condat (sinds 1925)
- Voormalig cordeliersklooster met ruïne van de kloosterkerk (sinds 1984)
- Stadhuis (sinds 1908)
- Porte du Port (sinds 1921 en 1935)
- Tour du Grand Port en Tour du Guet
- Maison Belliquet (sinds 1936)
- Château de Sales (sinds 1996)
- Kerk Saint-Jean (sinds 1997) en haar hoofdaltaar (sinds 2015)
- Château du Pintey (sinds 1974)
- Caserne Lamarque (sinds 2013)
- Synagoge (sinds 1995)
- Monument aux Morts (sinds 2014)

Het Musée des Beaux-Arts van Libourne is een kunstmuseum dat erkend is als Musée de France.

### Afbeeldingen

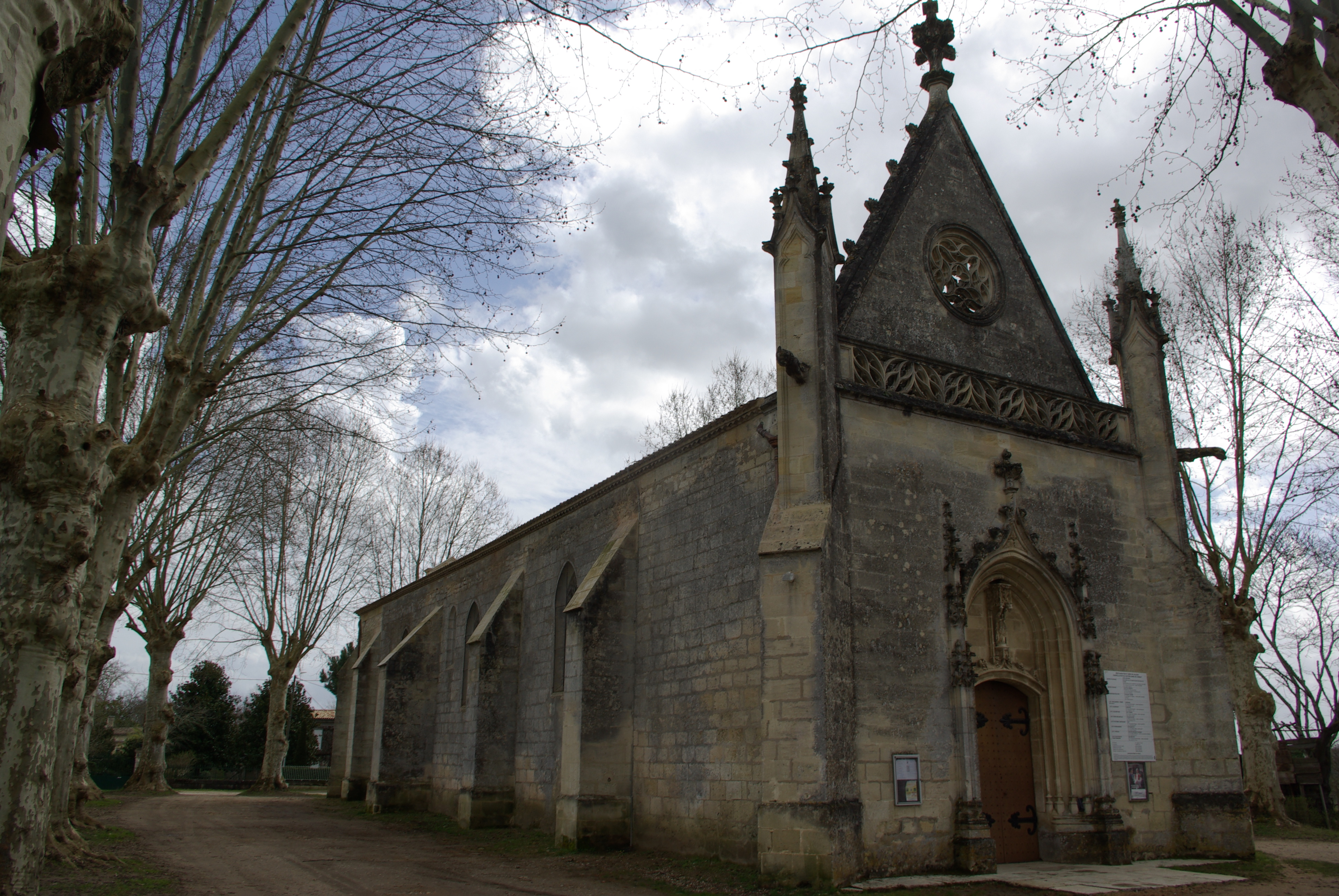
Chapelle de Condat
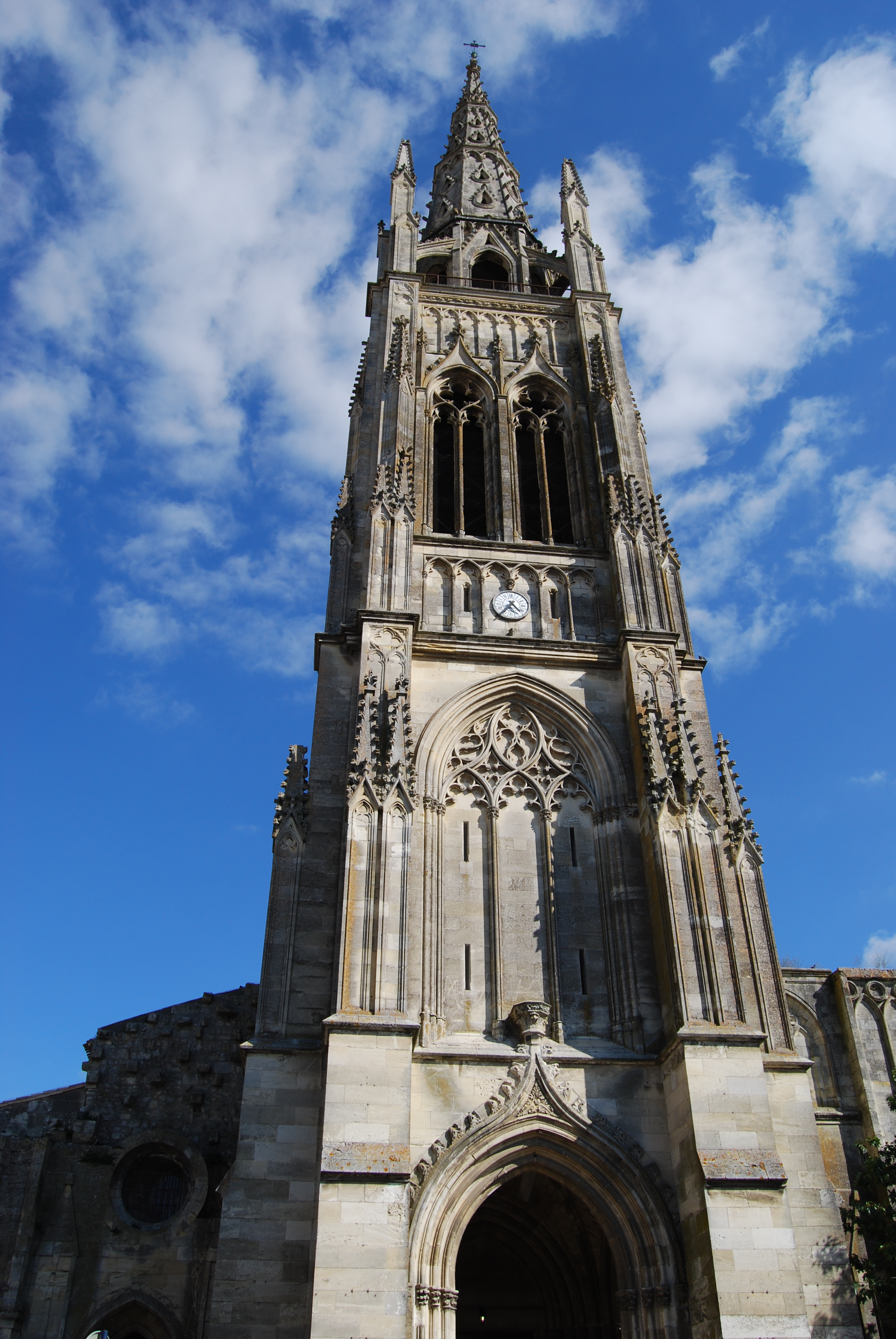
Kerk Saint-Jean
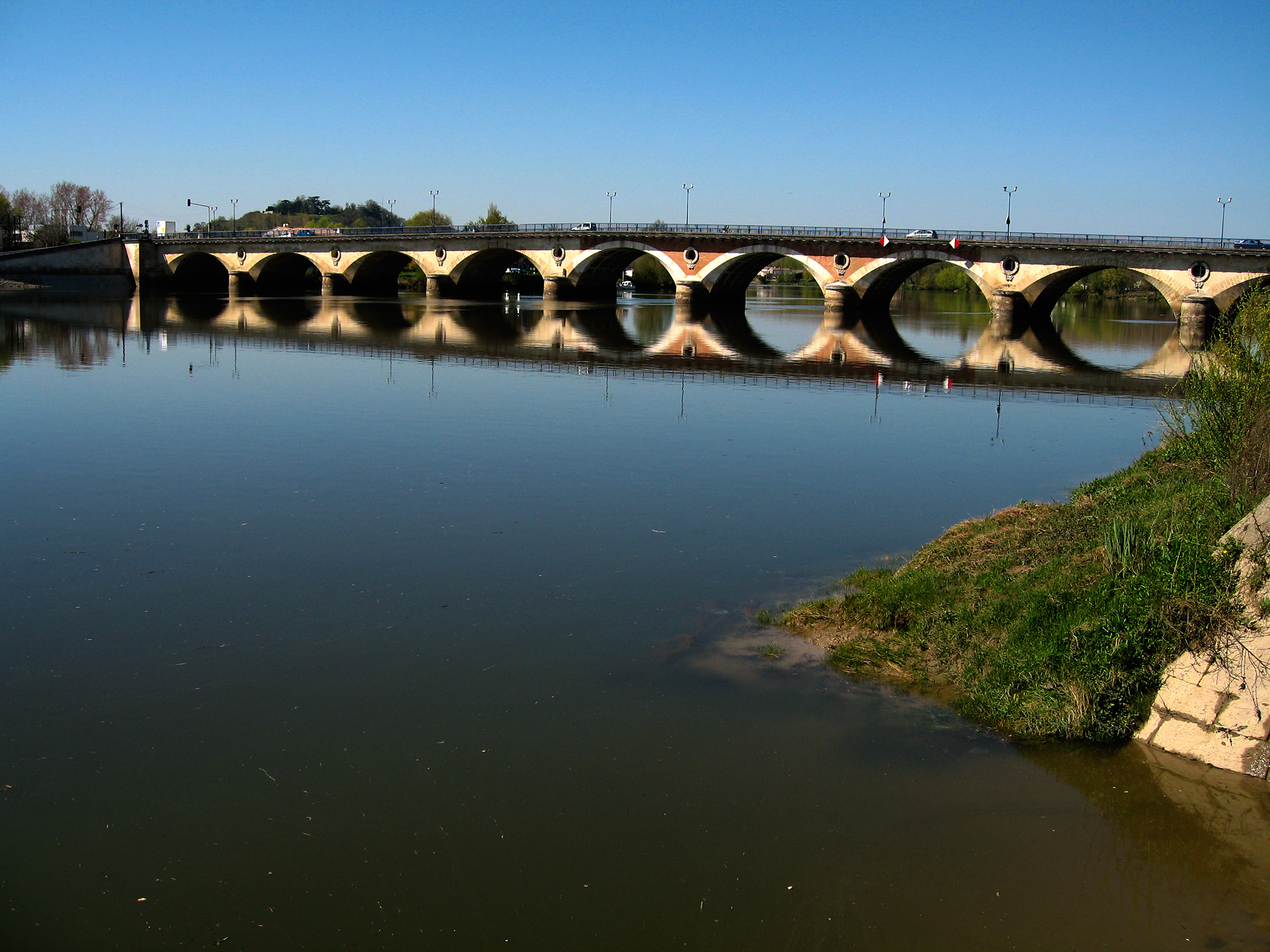
Brug over de Dordogne
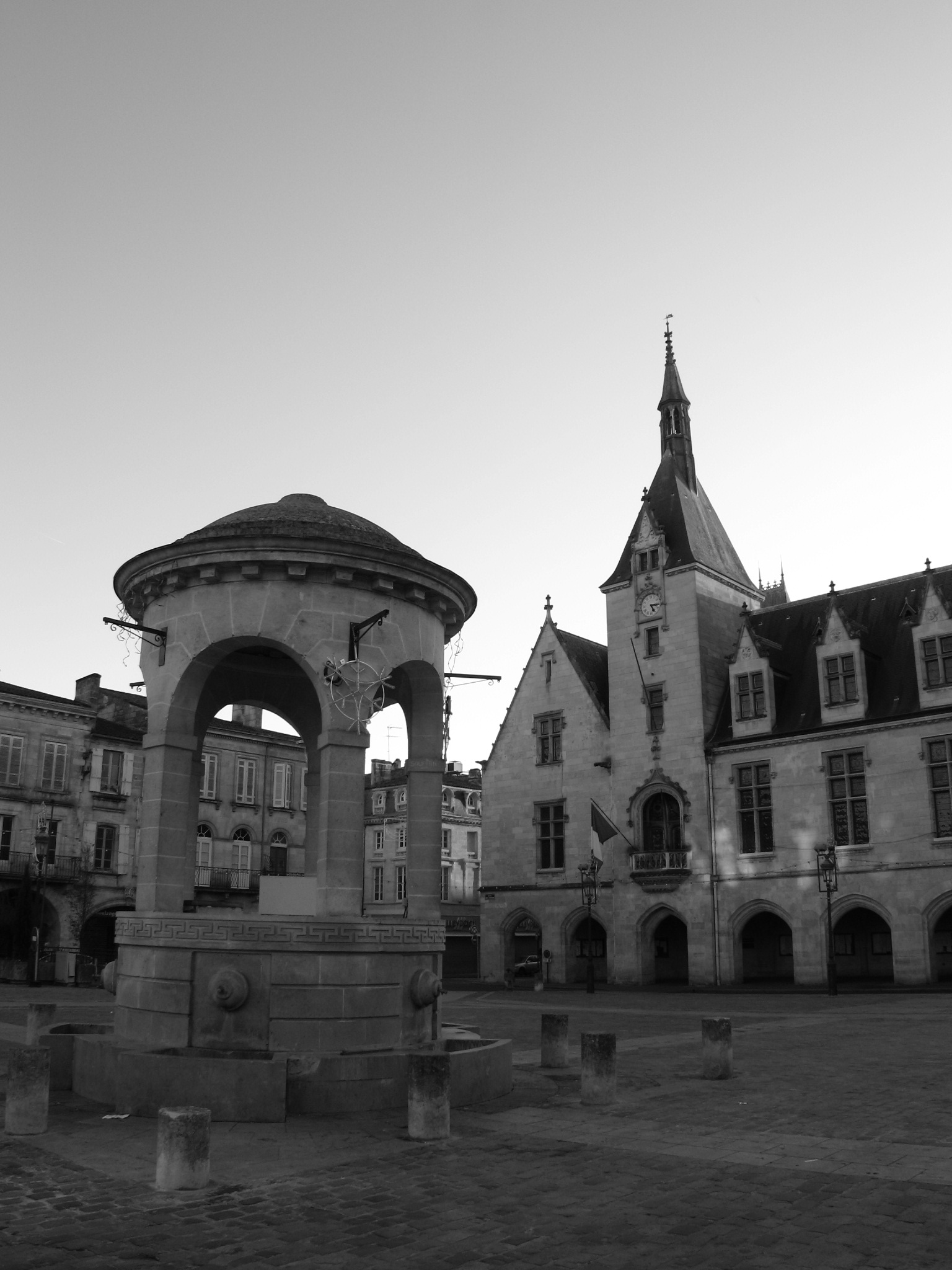
Gemeentehuis
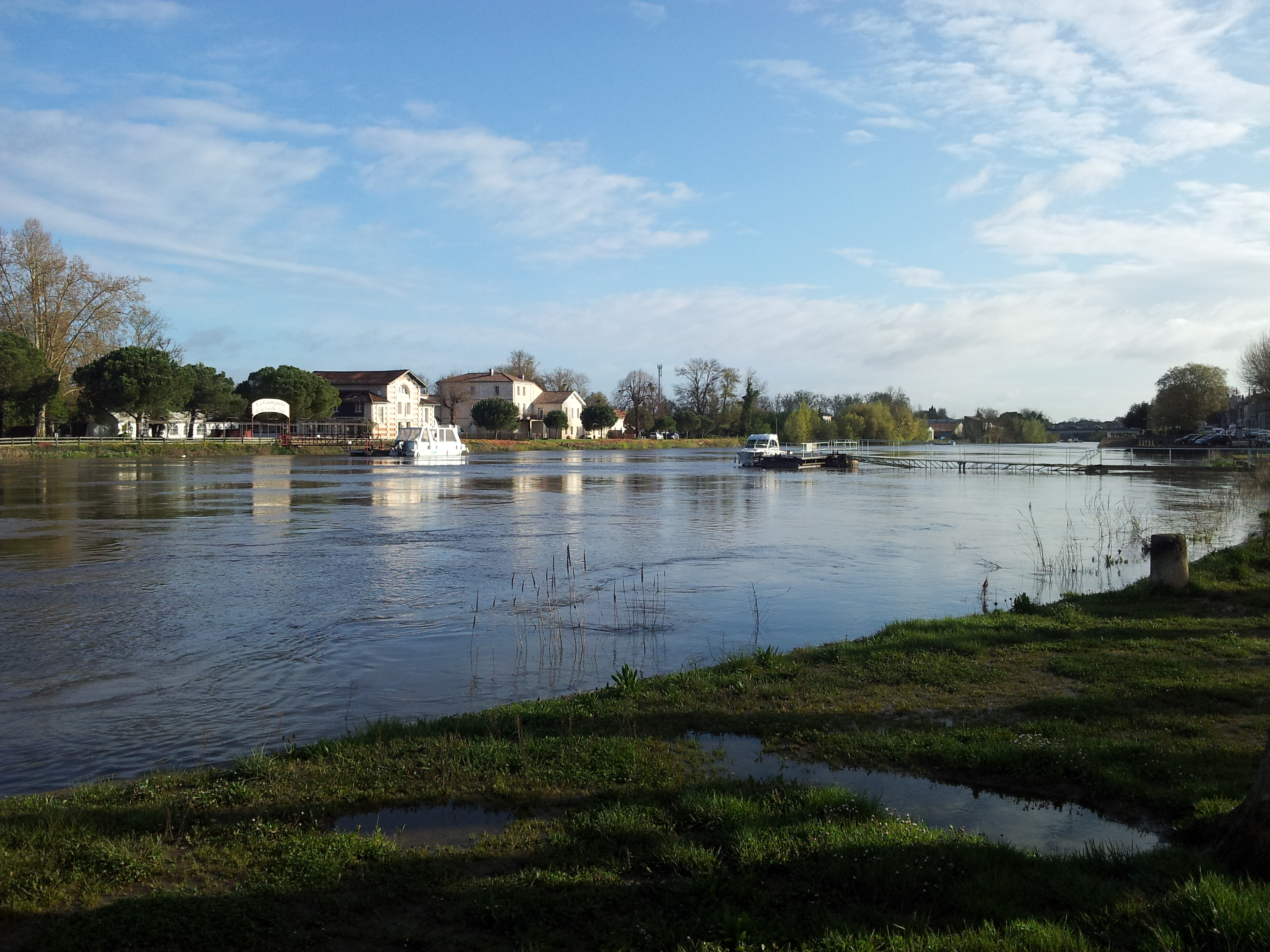
De Isle
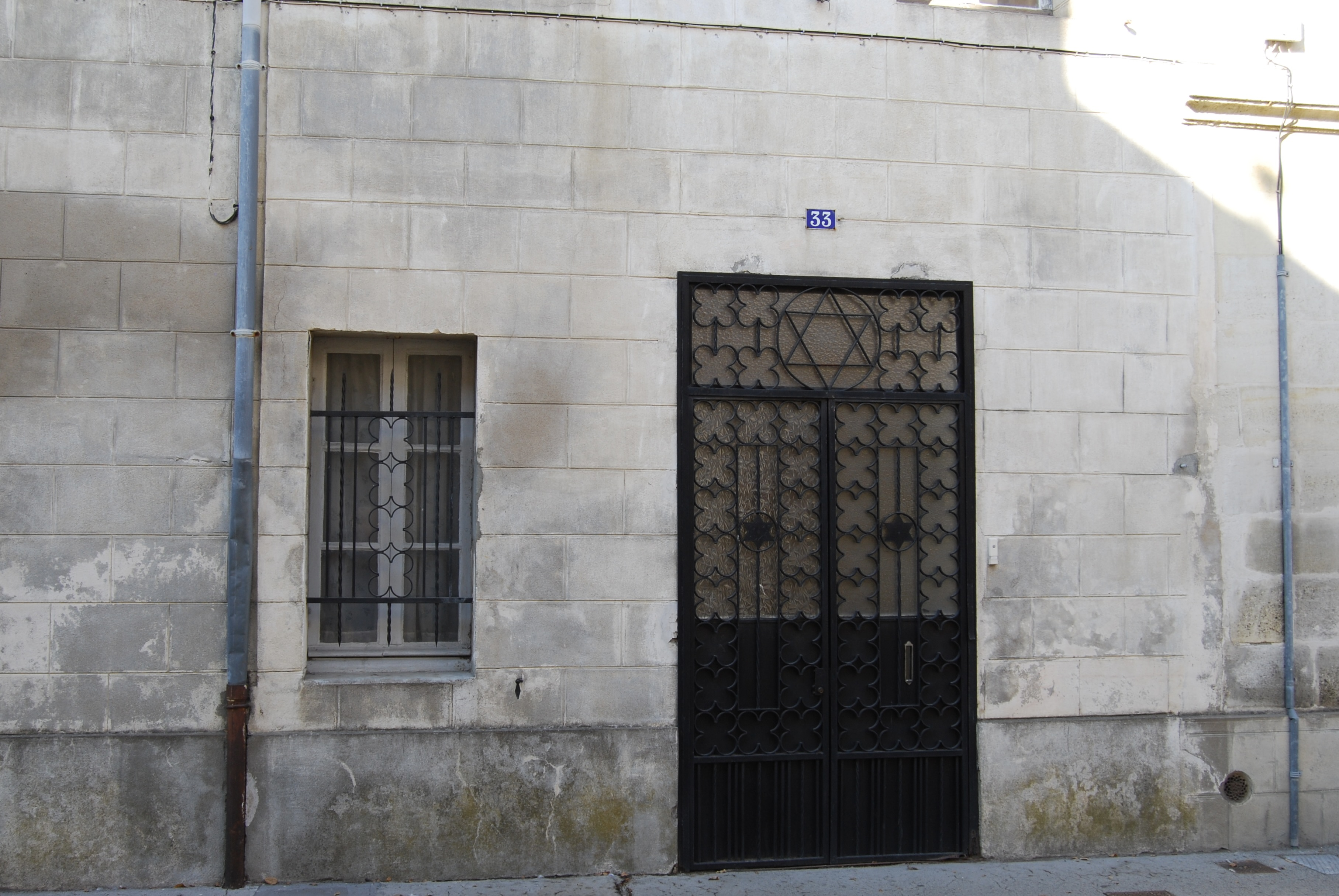
Synagoge
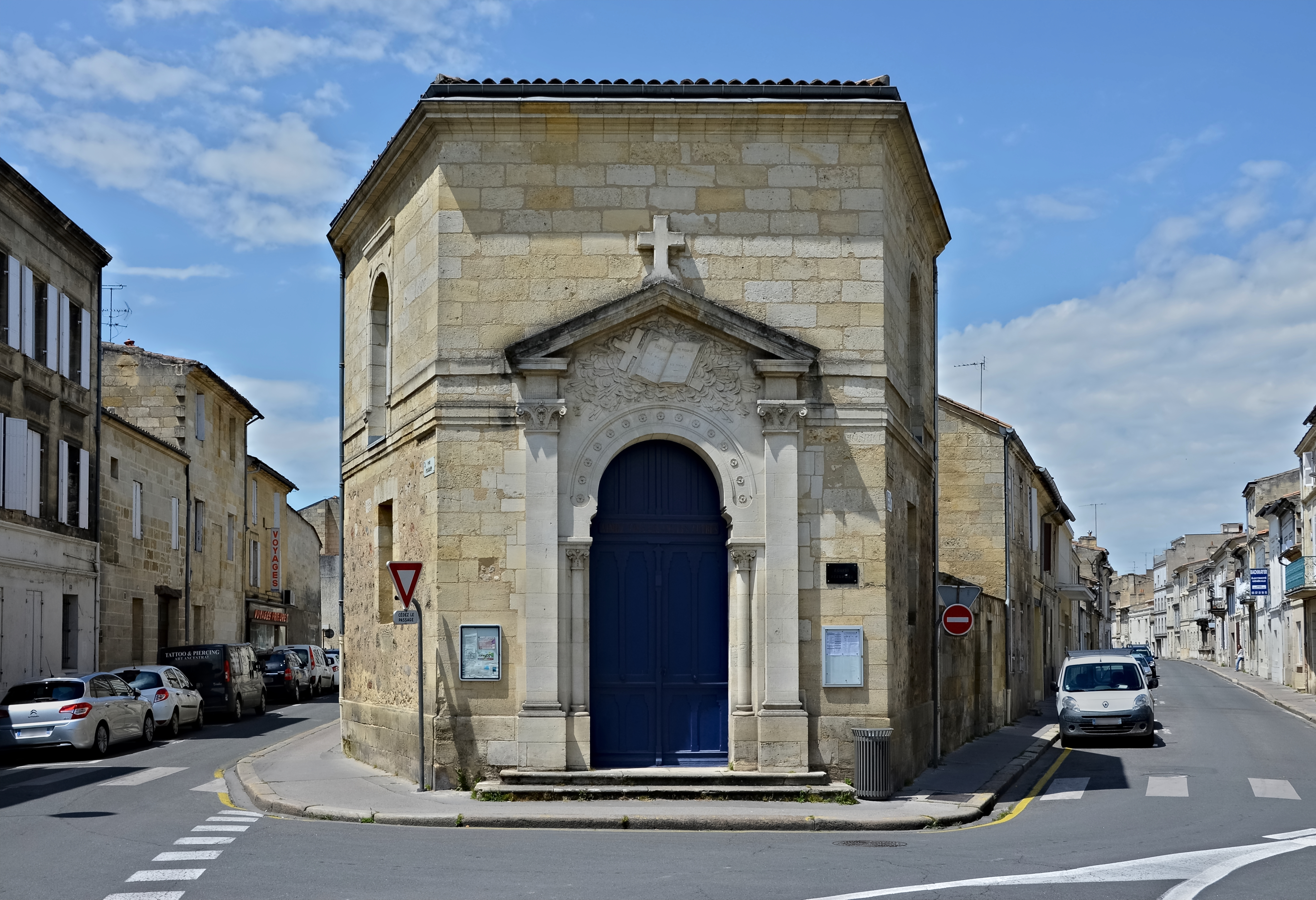
Temple (protestantse kerk)

## Sport
Libourne was vijf keer etappeplaats, waarbij drie keer aankomstplaats, in de wielerkoers Ronde van Frankrijk. De ritwinnaars in Libourne zijn Jacques Anquetil (1957), Panasonic (1992) en Matej Mohorič (2021).

## Geboren in Libourne
- Eugène Atget (1857-1927), fotograaf
- Pierre Gaspard-Huit (1917), filmregisseur en scenarist
- Jean Madiran (1920-2013), journalist en essayist
- Mickaël Delage (1985), wielrenner